# الئونورا گلدونی
الئونورا گلدونی (انگلیسی: Eleonora Goldoni؛ زادهٔ ۱۶ فوریهٔ ۱۹۹۶) بازیکن فوتبال اهل ایتالیا است.وی هم اکنون در باشگاه فوتبال بانوان ساسولو بازی میکند.وی یکی از زیباترین دختر های فوتبالیست دنیا شناخته می شود.برای دیدن عکس های این دختر روی  منبع کلیک کنید.
وی همچنین در تیم‌های ملی فوتبال Italy women's national under-17 football team, Italy women's national under-19 football team، و زنان ایتالیا بازی کرده‌است.